# Ecnomus turrbal
Ecnomus turrbal är en nattsländeart som beskrevs av Cartwright 1990. Ecnomus turrbal ingår i släktet Ecnomus och familjen trattnattsländor. Inga underarter finns listade i Catalogue of Life.